# Mariä Himmelfahrt (Gellenbeck)

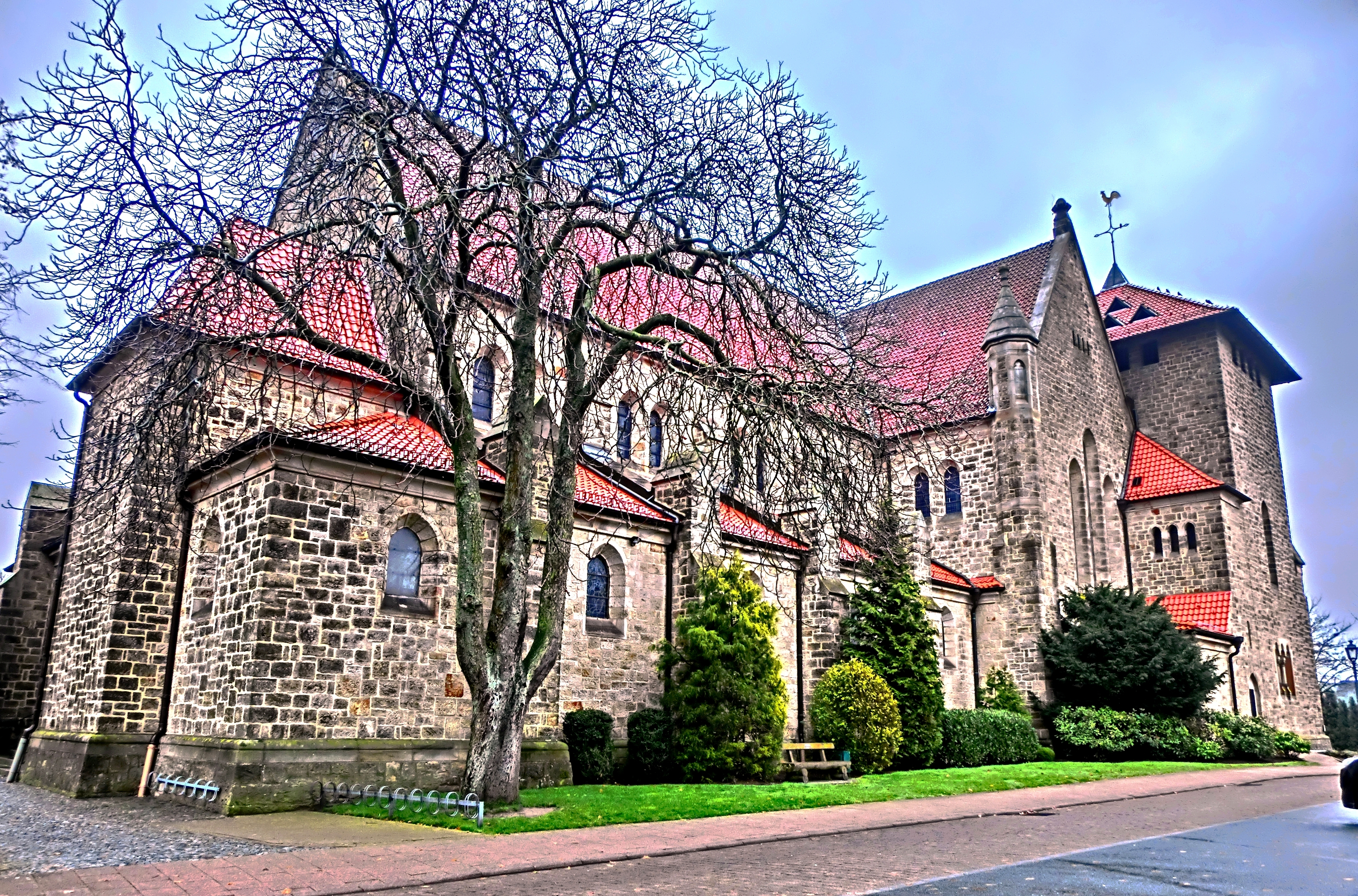
Gellenbeck, Mariä Himmelfahrt

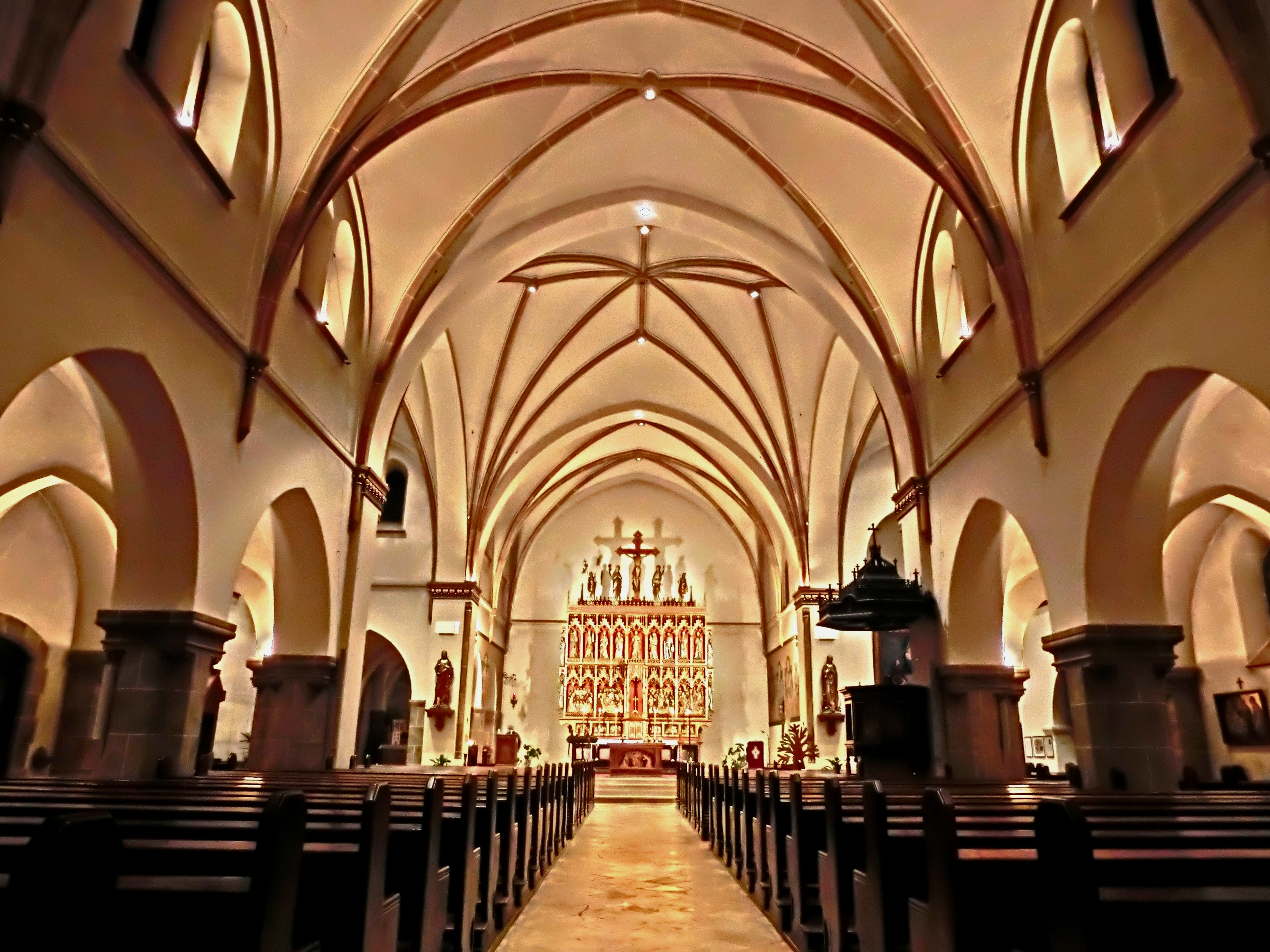
Innenansicht

Die römisch-katholische, denkmalgeschützte Pfarrkirche Mariä Himmelfahrt steht in Gellenbeck, einem Ortsteil der Gemeinde Hagen am Teutoburger Wald im Landkreis Osnabrück von Niedersachsen. Die Kirchengemeinde gehört zum Dekanat Osnabrück-Süd im Bistum Osnabrück.

## Beschreibung
Die stark anwachsende Bevölkerung in Gellenbeck führte zur Neugründung der Kirchengemeinde Mariä Himmelfahrt und dem Neubau einer Pfarrkirche. Die neuromanische Basilika mit 3 Kirchenschiffen wurde in den Jahren 1913–1915 von Albert Maria Anton Feldwisch-Drentrup im neuromanischen Baustil errichtet. Sie wurde am 13. Dezember 1915 eingeweiht. Der Kirchturm befindet sich in der Ecke zwischen Chor und Querschiff. Weil die meisten Maurer in den Ersten Weltkrieg ziehen mussten, wurde der Bau 1915 eingestellt und der vorhandene Baukörper mit einem flachen Pyramidendach abgedeckt. Im Kirchturm hing zunächst eine einzige kleine Kirchenglocke, erst 1960 wurde sie durch vier Kirchenglocken ersetzt. Die Fenster in den Seitenschiffen wurden von Augustin Pacher, die dreiteiligen Fenster an den Stirnseiten des Querschiffs von Theo M. Landmann gestaltet. 
Von 1915 bis 1935 wurde die komplette Kirchenausstattung beschafft. Seitdem ist kaum etwas hinzugekommen. Im Jahr 2015 fand eine umfassende Renovierung der Kirche statt. Dabei wurden die Kirchenbänke in den Seitenschiffen entfernt. Das Taufbecken wurde in die Vierung versetzt. Die ehemalige Kapelle im südlichen Seitenschiff wurde zum Innenraum hin geöffnet. Über dem südlichen Nebenaltar befindet sich ein Bild, das Franz Hecker gemalt hat. In den Rand des Schalldeckels der Kanzel sind die Symbole der vier Evangelisten eingefügt. An der Unterseite wird die Heiliggeisttaube von den Wappen des Papstes Benedikt XV., des Bischofs Wilhelm Berning, des Pastors Gustav Görsmann und des Stifters umgeben.